# 伊藤昌輝
伊藤昌輝（いとう まさてる、1941年11月19日 - ）は、日本の外交官、翻訳家。日本古典文学のスペイン語訳を手がけている。

## 略歴
- 1962年 - 外務省入省
- 1965年 - 1969年 在メキシコ日本国大使館三等書記官
- 1973年 - 1977年 在ドミニカ共和国日本国大使館二等書記官
- 1980年 - 1981年 Instituto de Cooperación Iberoamericana（スペイン）における研究滞在
- 1981年 - 1983年 在アルゼンチン日本国大使館一等書記官
- 1983年 - 1986年 在メキシコ日本国大使館参事官
- 1986年 - 1987年 外務省経済協力局資金協力課企画官
- 1987年 - 1989年 同中南米局中南米第二課長
- 1989年 - 1992年 在アルゼンチン日本国大使館公使
- 1992年 - 1995年 在マイアミ総領事
- 1995年 - 1998年 在リオデジャネイロ総領事
- 1998年 - 2001年 駐ホンジュラス大使
- 2001年 - 2004年 駐ベネズエラ大使
- 2004年 - 国連改革中南米担当大使（外務省参与）、（財）日本国際問題研究所客員研究員、一橋大学大学院客員教授、清泉女子大学非常勤講師、海外日系人協会専務理事、（社）ラテンアメリカ協会副会長、日本ベネズエラ協会会長などを務める。

外務省入省時は専門職（中級職）であったが、その後の活躍により上級職に昇格している。

## 受賞歴
- 1969年 メキシコ合衆国より勲章受章
- 1973年 ペルー共和国より勲章受章
- アルゼンチン共和国より勲章受章
- 2001年 ホンジュラス共和国より勲章受章
- 2004年 ベネズエラ・ボリバル共和国より勲章受章

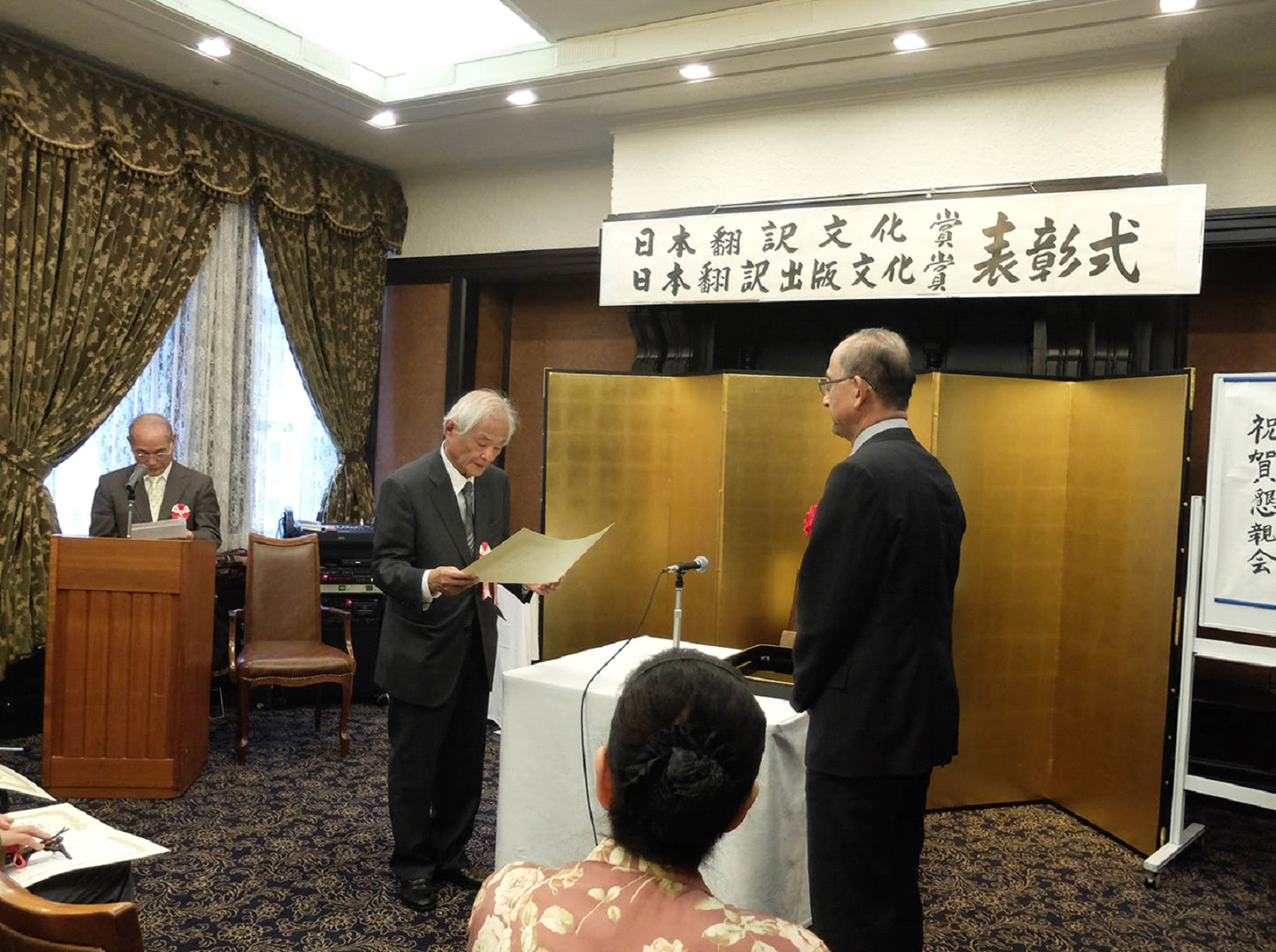
2015年日本翻訳出版特別賞受賞 表彰式での伊藤昌輝

- 2015年 日本翻訳家協会特別賞　2015年日本翻訳出版特別賞受賞 表彰式での伊藤昌輝

## 著書

### 日本語訳
- オクタビオ・パス『太陽の石』（阿波弓夫、三好勝ほかとの共訳）文化科学高等研究院出版局 2014
- エルナン・コルテス『コルテス報告書簡』法政大学出版局 2015

### スペイン語訳
- 方丈記, HOJOKI – Canto a la vida desde una choza (Editora El Nacional, 2004)（ベネズエラ）
- 方丈記, HOJOKI – Canto a la vida desde una choza (Emecé, 2009)（アルゼンチン）
- 閑吟集, Los cantos en el pequeño paraíso – Selecciones del Kanginshu (Emecé 2012)（アルゼンチン）
- 梁塵秘抄, La danza del polvo – Selecciones del "Ryojin-hisho" (bid & co. editor 2013)（ベネズエラ）
- 『スペイン語で奏でる方丈記』大盛堂書房 2015
- 芭蕉 紀行・日記編, Diarios de Viaje (Fondo de Cultura Económica　2015)（アルゼンチン）
- 世間胸算用, Ihara Saikaku - Este mundo astuto (bid & co. editor, 2016)（ベネズエラ）
- 『スペイン語で詠う小倉百人一首』　大盛堂書房 2016 メキシコ国立自治大学にて「スペイン語で詠う小倉百人一首」翻訳出版についての講演を行う伊藤昌輝

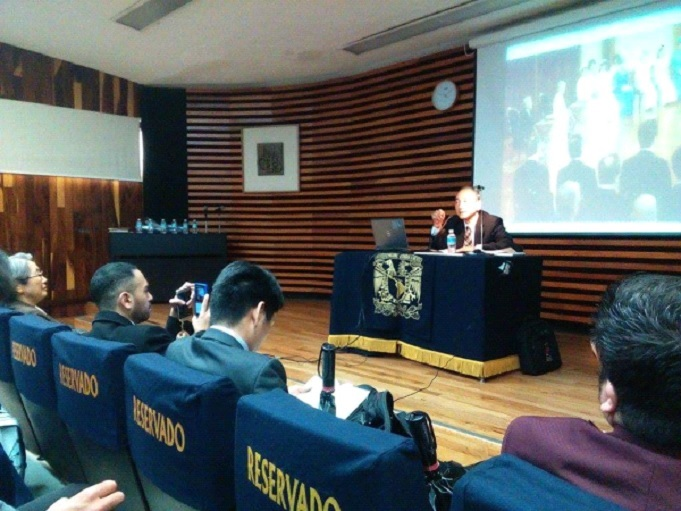
メキシコ国立自治大学にて「スペイン語で詠う小倉百人一首」翻訳出版についての講演を行う伊藤昌輝

- 『スペイン語で親しむ石川啄木 一握の砂』 大盛堂書房 2017
- 『スペイン語で旅する おくの細道』 大盛堂書房 2018
- 石川啄木『ローマ字日記』, Ishikawa Takuboku DIARIO EN ROOMAJI (Hiperión, 2018)（スペイン）
- 石川啄木『悲しき玩具』, Ishikawa Takuboku - Tristes juguetes (Hiperión, 2019)（スペイン）
- 歎異抄, TANNISHO – Palabras de Shinran sobre el Camino de la Tierra Pura recogidas por su discípulo Yuien ( Ediciones Sígueme, 2020)（スペイン）
- 『スペイン語で愛でる万葉集』"Man'yoshu ‐ Colección de la Miríada de hojas"  大盛堂書房 2020
- 『スペイン語で辿る日本人の死生観』Vida y Muerte en Ocho obras Japonesas  大盛堂書房 2022
- 『江戸川柳ー誹風柳多留ー』, Senryuu de Edo - Haifu Yanagidaru - (Hiperión, 2024) （スペイン）